# Greg Garza
Gregory "Greg" Martin Garza, född den 16 augusti 1991 i Grapevine i Texas, är en amerikansk före detta professionell fotbollsspelare. Han representerade USA:s landslag under sin karriär.

## Karriär
I december 2018 gick Garza till FC Cincinnati. I april 2021 meddelade Garza att han avslutade sin fotbollskarriär.